# Классика наследия НХЛ 2003
Классика наследия 2003 (англ. 2003 Heritage Classic) — матч регулярного чемпионата НХЛ под открытым небом который состоялся 22 ноября 2003 года между командами «Эдмонтон Ойлерз» и «Монреаль Канадиенс». Матч проходил в Эдмонтоне на стадионе Содружества. 
Это был первый официальный матч НХЛ, который был проведён под открытым небом. До этого лига проводила лишь несколько выставочных матчей на открытом воздухе.
Несмотря на то что температура воздуха во время матча опускалась до -18 °C, команды показали результативную игру забив на двоих семь шайб. Сама же игра закончилась победой «Монреаля» 4:3.

## Отчёт
| 22 ноября 2003 | Эдмонтон Ойлерз | 3:4 (0:0, 1:2, 2:2) | Монреаль Канадиенс | Стадион Содружества, Эдмонтон Зрителей: 57 167 |

| Отчёт                                                | Отчёт                       | Отчёт                                                                 | Отчёт       | Отчёт |
| ---------------------------------------------------- | --------------------------- | --------------------------------------------------------------------- | ----------- | ----- |
|                                                      |                             |                                                                       |             |       |
|                                                      | Тай Конклин                 | Вратари                                                               | Жозе Теодор |       |
|                                                      | Голы:                       |                                                                       |             |       |
| Э. Брюэр — 33:45 Дж. Столл — 43:06 С. Стэйос — 54:57 | 0:1 0:2 1:2 1:3 2:3 2:4 3:4 | 20:39 — Р. Зедник 30:53 — Я. Перро 42:22 — Я. Перро 54:18 — Р. Зедник |             |       |
|                                                      |                             |                                                                       |             |       |
|                                                      |                             |                                                                       |             |       |
|                                                      |                             |                                                                       |             |       |
| 6 мин                                                | Штраф                       | 4 мин                                                                 |             |       |
|                                                      |                             |                                                                       |             |       |
|                                                      | 37                          | Броски                                                                | 23          |       |